# إبيرجولين
إبيرجولين‏ (Epiregulin) هوَ بروتين يُشَفر بواسطة جين Epiregulin في الإنسان.